# Geoetica
La geoetica è un settore dell’etica teorica e applicata che si occupa del rapporto tra gli esseri umani e la Terra, considerata come sistema complesso. Questo ambito di ricerca si concentra sull’analisi e la riflessione sui principi e i valori fondamentali che dovrebbero guidare comportamenti e pratiche responsabili ogni volta che l’uomo interagisce con il pianeta, inclusa la parte non vivente. L'obiettivo è sviluppare un quadro etico di riferimento globale, capace di orientare le scelte individuali e collettive tenendo conto di:
- le relazioni umane nelle loro varie dimensioni, incluse quelle sociali, culturali, economiche, politiche ed ecologiche
- la diversità dei bisogni[3] e delle visioni del mondo, per garantire un approccio inclusivo
- i limiti planetari, ossia i confini geoecologici da rispettare per mantenere la stabilità degli ecosistemi, permettendo all'umanità di continuare a prosperare per le generazioni a venire[4][5]
- i punti di non ritorno geoecologici, ovvero le soglie critiche superate le quali i cambiamenti ambientali diventano significativi e potenzialmente irreversibili[6]

La geoetica affronta anche le implicazioni etiche, sociali e culturali legate alla produzione di conoscenza, alla ricerca scientifica, alla formazione, alla comunicazione e all’applicazione delle geoscienze, e si occupa del ruolo sociale e delle responsabilità degli geoscienziati.
La geoetica integra idee e valori già presenti nel dibattito culturale, sviluppando però una visione originale che collega filosofia, politica, sociologia, economia e geoscienze.
Attraverso un’analisi critica e razionale, la geoetica affronta questioni teoriche e pratiche di rilevanza sia locale, sia globale, come il riscaldamento globale, la riduzione dei rischi geologici e la gestione delle georisorse. L’obiettivo è orientare i diversi attori sociali verso scelte più inclusive, sostenibili ed ecologicamente responsabili.
In definitiva, la geoetica mira a ridefinire il modo in cui l’umanità percepisce e gestisce il proprio rapporto con la Terra. Questo cambiamento di prospettiva ha implicazioni profonde, influenzando non solo le politiche ambientali, ma anche le strutture sociali e giuridiche che regolano le comunità umane. Attraverso la ricerca e il dibattito, la geoetica propone quindi nuove prospettive educative e politiche, per promuovere una riforma globale della società verso un modello più consapevole, sostenibile, orientato alla giustizia ambientale e sociale, e rispettoso di tutte le componenti del sistema Terra.

## Aspetti principali
Il concetto di responsabilità è fondamentale per la geoetica. L'agente umano è posto al centro di un sistema etico di riferimento in cui coesistono valori appartenenti a quattro ambiti: individuale, interpersonale/professionale, sociale e ambientale. Su questi valori si fondano le responsabilità di ogni persona in ciascuno di questi ambiti (i quattro "domini" della geoetica). 
Valori come libertà intellettuale, onestà, integrità, inclusività ed equità, insieme a concetti come patrimonio ambientale, geodiversità, geoconservazione, sostenibilità, prevenzione, adattamento ed educazione relativa al sistema Terra, vengono proposti come riferimenti su cui basare i comportamenti geoetici.
La geoetica è un'etica delle virtù, che pone l’accento sull’azione individuale e responsabile, fondata sull’adozione di valori sociali e professionali di riferimento. Il suo sviluppo e la sua applicazione avvengono all’interno di un processo pragmatico, aperto e soggetto a continua revisione. La geoetica si basa sulla conoscenza scientifica e, in particolare su quella delle geoscienze, per garantire un approccio informato e consapevole ai problemi legati all’interazione tra esseri umani e sistema Terra. Gli approcci geoetici, infine, dipendono dal contesto spazio-temporale: le scelte eticamente valide possono variare in relazione a dilemmi simili e la geoetica è modellata e informata da una forte consapevolezza dei limiti tecnici, ambientali, economici, culturali e politici esistenti nei diversi contesti socio-ecologici.
Centrale nella riflessione geoetica è la nozione di dilemma geoetico, che emerge quando è necessario affrontare decisioni che coinvolgono principi geoetici in contrasto tra loro. Ad esempio, la creazione di una miniera in una regione economicamente depressa può portare benefici significativi, come la creazione di posti di lavoro, il miglioramento delle infrastrutture e l’aumento dei servizi per la comunità locale. Tuttavia, la stessa attività potrebbe causare danni ambientali, alterare il paesaggio e introdurre nuovi rischi per l’ecosistema e la sicurezza della popolazione. Un vero dilemma non ha una soluzione perfetta in termini assoluti, ma solo risposte accettabili in base al contesto. In questi casi, il ruolo del geoscienziato è quello di illustrare chiaramente le opzioni disponibili e le relative conseguenze, senza pretendere di risolvere il problema unicamente attraverso la conoscenza scientifica. Questo include giustificare scientificamente e tecnicamente le scelte possibili, considerando probabilità e incertezze, e analizzare i pro e i contro anche in termini di costi e benefici sociali e ambientali. Tuttavia, la decisione finale spetta ai decisori politici ed economici.
I principali temi della geoetica comprendono:
- l'uso sostenibile delle risorse naturali;
- la riduzione e la gestione dei rischi naturali e antropogenici;
- la gestione del territorio, delle aree costiere, dei mari e degli oceani aperti;
- l'inquinamento e i suoi impatti sulla salute umana;
- i cambiamenti ambientali globali, inclusi i cambiamenti climatici;
- la protezione degli ambienti naturali;
- l'integrità della ricerca e lo sviluppo di codici di condotta scientifica e professionale;
- la divulgazione e l'educazione nelle geoscienze;
- la geodiversità, il patrimonio geologico, i geoparchi e il geoturismo;[11]
- la geologia forense e la geologia medica.[12]

## Alcune figure e tappe alle origini del pensiero geoetico[13]
Antonio Stoppani (geologo, paleontologo e presbitero italiano, 1824 - 1891)
Considerato uno dei padri della geologia italiana moderna, Stoppani sottolinea come lo studio della storia naturale e fisica del proprio territorio sia fondamentale per la formazione dell’identità individuale e collettiva e come le scienze della Terra possano favorire un rapporto di conoscenza e rispetto tra l’uomo e la natura. Quest’ultima, nel suo pensiero, è descritta attraverso i concetti di sacralità, bellezza e armonia, una visione che, pur radicata nella sua sensibilità religiosa, non si basa su concezioni creazioniste. Secondo Stoppani, la natura non può essere irresponsabilmente distrutta, poiché costituisce il substrato stesso dell’identità umana. Questa concezione anticipa i moderni concetti di patrimonio geologico, geodiversità e geoconservazione, oggi centrali nelle politiche di tutela dell’ambiente abiologico. Inoltre, introduce il concetto di “Era Antropozoica”, riconoscendo l’uomo come una nuova forza tellurica capace di modificare profondamente i processi geologici, un’intuizione che anticipa di oltre un secolo il concetto di Antropocene.
Élisée Reclus (geografo e anarchico francese, 1830 - 1905)
Il lavoro di questo geografo si può sintetizzare nella frase “L’uomo è la natura che prende coscienza di sé”, che sottolinea la profonda connessione tra essere umano e pianeta. Reclus vede la Terra come un sistema finito, dove anche l’uomo più libero è vincolato alle leggi fisiche, chimiche e biologiche. Anticipando il pensiero geoetico, Reclus propone una scienza geografica come guida etica, basata sulla conoscenza scientifica della natura per orientare un modello di sviluppo responsabile. Non nega l’antropocentrismo, ma lo rende consapevole e responsabile, promuovendo una gestione attenta dell’ambiente, anziché forme di regresso economico e tecnologico. Per Reclus, la libertà umana passa attraverso la consapevolezza del legame con la Terra e il rispetto dei suoi equilibri naturali. La sua visione prefigura un umanesimo ecologico, in cui l’individuo, pur centrale, riconosce la necessità di un rapporto armonioso con il pianeta.
Aldo Leopold (ecologo statunitense, 1887 - 1948)
Aldo Leopold è uno dei principali sostenitori di una visione ecocentrica, in contrasto con l'antropocentrismo di Stoppani e Reclus. La sua riflessione si concentra sulla biodiversità e sulla gestione della fauna selvatica, promuovendo un approccio scientifico multidisciplinare volto alla conservazione della natura e delle aree selvagge. Secondo Leopold, la tutela dell’ambiente nasce da una crescente sensibilità etica che si espande dall’ambito interpersonale a quello sociale e, infine, alla terra. Egli contrasta la visione utilitaristica della natura, sostenendo che essa debba essere rispettata per il suo valore intrinseco. Introduce il concetto di land ethic, secondo cui la terra è un elemento essenziale delle comunità umane e deve essere considerata parte di un sistema socio-ecologico, in cui elementi sociali e ambientali interagiscono nel tempo e nello spazio. Pur riconoscendo l’impronta antropica sulla natura, insiste sul fatto che suolo, acqua e animali meritano lo stesso rispetto riservato ai membri della comunità umana.
Felice Ippolito (geologo e ingegnere italiano, 1915 - 1997)
Felice Ippolito attribuisce grande valore all'osservazione diretta dei fenomeni, ritenendola essenziale per una scienza autentica della natura, distinta dalle discipline astratte. Per lui, conoscere scientificamente la natura equivale a fare storia, poiché ogni fenomeno deve essere compreso nel contesto della sua evoluzione nel tempo. Ippolito rifiuta la distinzione tra cultura scientifica e umanistica, sostenendo l’esistenza di un’unica cultura caratterizzata da una dimensione di unità. Questo approccio si riflette nella geoetica, che considera la Terra un sistema complesso di interazioni globali, richiedendo una visione unitaria per affrontare le sfide ambientali. Per Ippolito, chi possiede conoscenze scientifiche ha la responsabilità etica di trasformarle in azione, contribuendo al bene comune e alla gestione sostenibile del pianeta.
Eldridge M. Moores (geologo statunitense, 1938 - 2018) ed E-an Zen (geologo cinese naturalizzato statunitense, 1928 - 2014)
A partire dagli anni '90, Eldridge M. Moores ed E-an Zen (che sono stati entrambi presidenti della Geological Society of America) hanno evidenziato il bisogno di collegare le geoscienze ai valori e alle necessità della società, sottolineando che, essendo finanziata con fondi pubblici, la ricerca geologica deve impegnarsi in un dialogo più ampio con il pubblico per orientare le scelte collettive. Zen insiste sulla necessità di integrare la scienza nel contesto sociale, considerando cosa sia giusto o sbagliato e promuovendo una maggiore consapevolezza del ruolo etico e sociale dei geoscienziati. Moores denuncia la crisi di identità delle geoscienze, dovuta alla scarsa divulgazione scientifica, alla crescita di posizioni anti-scientifiche e alla frammentazione della comunità geologica. Egli propone diverse azioni chiave per rilanciare la disciplina, tra cui il riconoscimento della filosofia della ricerca geologica e il potenziamento dell'educazione geologica nelle scuole primarie. Insieme, i due studiosi pongono le basi per un’etica geologica che enfatizza l'impatto umano sugli ecosistemi e la necessità di una comunicazione scientifica più efficace per rafforzare il legame tra geoscienze e società.
Kaisa Savolainen (1940, psicologa ed ex Direttrice della Divisione Educazione dell'UNESCO)
Nel 1991, durante un workshop UNESCO ad Amburgo, Kaisa Savolainen, allora direttrice della Divisione Educazione dell'UNESCO, utilizza per la prima volta il termine “geoetica”, accostandolo alla bioetica per indicare un insieme di questioni etiche emergenti legate allo sviluppo della scienza e della tecnologia. Pur non fornendo una definizione precisa, Savolainen usa geoetica come sinonimo di etica ambientale, sottolineandone la necessità e urgenza in quanto fattore capace di influenzare la qualità della vita e la sopravvivenza dell'umanità. Propone, inoltre, di integrare questi principi nei programmi educativi a tutti i livelli, evidenziando l’importanza di una dimensione umanistica e interculturale dell’educazione.

## La geoetica oggi[19]
Negli ultimi anni, la geoetica ha registrato un notevole progresso, coinvolgendo un numero crescente di studiosi di diverse discipline. Sono stati creati numerosi spazi fisici e virtuali per la condivisione di riflessioni, prospettive e materiali. Questa rete di relazioni ha rafforzato la coerenza concettuale del pensiero geoetico promuovendone ulteriori sviluppi. Tra le organizzazioni, istituzioni e iniziative dedicate allo studio e alla diffusione della geoetica occorre ricordare:
L'Associazione Internazionale per la Promozione della Geoetica (IAPG)
È un’organizzazione scientifica globale senza scopo di lucro, fondata nel 2012, che si occupa delle implicazioni etiche, sociali e culturali delle geoscienze. Il suo obiettivo principale è promuovere standard etici e buone pratiche nel settore, incoraggiando un uso responsabile e sostenibile delle risorse terrestri e aumentando la consapevolezza circa le ricadute delle geoscienze sulla società e sull’ambiente.
La IAPG lavora per rafforzare la consapevolezza etica tra i geoscienziati, incoraggiandoli ad adottare comportamenti responsabili e sostenibili che garantiscano la protezione degli ecosistemi più vulnerabili. Fornisce inoltre un quadro di riferimento che aiuta a integrare considerazioni sociali, ambientali e culturali nelle decisioni scientifiche, contribuendo ad affrontare sfide globali come la gestione delle risorse naturali, la mitigazione dei rischi e il cambiamento climatico.
Un altro aspetto fondamentale del suo operato è la promozione del dialogo tra geoscienziati, decisori politici e società, per costruire una comprensione condivisa delle questioni geoetiche. Per questo la IAPG sostiene l’integrazione della geoetica nei programmi accademici e negli standard professionali, per garantire che le nuove generazioni di geoscienziati ricevano una formazione adeguata sulle loro responsabilità etiche.
L’associazione opera anche attraverso una vasta rete internazionale collaborando con università, istituti di ricerca e altre organizzazioni scientifiche, organizza e partecipa a conferenze, workshop e forum internazionali, pubblica articoli, report e linee guida sulla geoetica e promuove iniziative educative producendo anche materiali didattici destinati alle università e agli enti professionali.
La IAPG comprende diverse sezioni nazionali, quella italiana coincide con la Sezione di Geoetica e Cultura Geologica della Società Geologica Italiana.
La Commissione sulla Geoetica dell'Unione Internazionale delle Geoscienze
È un organo specializzato dell'Unione Internazionale delle Geoscienze (IUGS) istituito nel 2023 dal Comitato Esecutivo dell'IUGS e ufficialmente ratificata dall'Assemblea Generale dell'Unione nel 2024, durante il 37º Congresso Geologico Internazionale.
Rappresenta il braccio operativo della IAPG all'interno dell'IUGS ed è l'organismo incaricato di trattare le questioni relative alla geoetica e agli aspetti sociali delle geoscienze. Il suo obiettivo principale è promuovere la consapevolezza e l’applicazione dei principi geoetici, garantendo che la ricerca e la pratica geoscientifica tengano conto delle loro implicazioni etiche, sociali e ambientali. A tal fine, la commissione lavora alla redazione e all’aggiornamento delle linee guida etiche per l’IUGS.
Un'attenzione particolare è dedicata al supporto della Presidenza e del Comitato Esecutivo dell'IUGS, nonché degli organismi affiliati, nella gestione di casi di comportamento non professionale, cattiva condotta, molestie, ritorsioni, razzismo, sessismo e conflitti di interesse. La Commissione, inoltre, si impegna attivamente per favorire la partecipazione delle donne e dei gruppi sottorappresentati nelle attività, eventi e iniziative promosse dall'IUGS, con l'obiettivo di ridurre il divario di genere e promuovere equità e diversità.
La Cattedra sulla Geoetica del Consiglio Internazionale per la Filosofia e le Scienze Umane
La Cattedra sulla Geoetica del Consiglio Internazionale per la Filosofia e le Scienze Umane (CIPSH) si propone di creare una rete di ricerca che favorisca il dialogo su un’etica globale radicata nella geoetica e arricchita da prospettive culturali diverse. La geoetica richiede un approccio interdisciplinare per esprimere appieno il suo potenziale, e la collaborazione tra studiosi di ambiti differenti è una sfida cruciale per affrontare i cambiamenti di origine antropica nei sistemi socio-ecologici e per definire percorsi di sviluppo umano responsabile.
L’obiettivo a lungo termine della Cattedra è rafforzare la comunità internazionale di studiosi già impegnati nella geoetica e ampliarla coinvolgendo nuove persone, istituzioni e organizzazioni. Lo scopo è approfondire il dibattito sulla geoetica, migliorandone il quadro teorico e le applicazioni pratiche in diverse discipline, incoraggiando una collaborazione sempre più interdisciplinare.
Un aspetto centrale della Cattedra è il ruolo delle scienze umane nell’affrontare le sfide etiche legate all’interazione tra uomo e sistema Terra. La Cattedra promuove la cooperazione tra geoscienziati, filosofi, eticisti, scienziati sociali e studiosi delle discipline umanistiche, e sostiene una visione geoetica che bilanci il progresso scientifico con la giustizia sociale, la sostenibilità e il rispetto per il pianeta.
La Scuola di Geoetica e Questioni Naturali
Fondata nel 2019, la Scuola è un’istituzione educativa che si propone come piattaforma per la formazione d’eccellenza e l’apprendimento della geoetica, offrendo conoscenze di base e strumenti di valutazione per comprendere la complessa interazione tra attività umane, gli ecosistemi e le scelte dei geoscienziati che hanno un impatto diretto sulla società. Il suo lavoro riguarda anche la sensibilizzazione di professionisti, studenti, decisori politici, operatori dei media e del pubblico, sottolineando l’importanza di uno sviluppo responsabile ed ecologicamente sostenibile. Per raggiungere questi obiettivi, la Scuola organizza corsi in presenza, workshop e produce contenuti educativi online su vari temi legati alla geoetica, resi disponibili attraverso il canale YouTube dell'IAPG.
Il Journal of Geoethics and Social Geosciences
Il Journal of Geoethics and Social Geosciences (JGSG) è una rivista diamond-open access dell’Istituto Italiano di Geofisica e Vulcanologia (INGV), sostenuta dalla IAPG. Fondata alla fine del 2020, ha iniziato a pubblicare articoli nel 2022 ed è dedicata all'esplorazione delle dimensioni etiche, sociali e culturali delle geoscienze, con un forte approccio interdisciplinare.
Il JGSG garantisce accesso gratuito ai lettori e non prevede costi di pubblicazione per gli autori. Questo permette a ricercatori di paesi a basso reddito e studiosi con limitato supporto istituzionale o difficoltà di accesso a finanziamenti per l’open-access di pubblicare senza barriere, favorendo un dibattito inclusivo ed equo sulla geoetica.
Un aspetto centrale della rivista è l’attenzione alla geoscienza sociale, che analizza l’interazione tra il sapere geoscientifico e la società, esplorando temi come l’impatto delle geoscienze sulle politiche pubbliche, lo sviluppo economico, la giustizia ambientale e la salute pubblica. Il JGSG si propone come piattaforma per dare spazio a studiosi provenienti da diverse realtà e contesti geografici, promuovendo una ricerca geoscientifica più responsabile e socialmente impegnata.
La collana SpringerBriefs in Geoethics
Lanciata nel 2019, la collana raccoglie pubblicazioni brevi dedicate alla geoetica e ai temi affini, con l’obiettivo di offrire una sintesi chiara e aggiornata sulle principali teorie, ricerche, applicazioni pratiche e casi di studio nel settore. Pur avendo le geoscienze come riferimento, la collana adotta un approccio interdisciplinare, integrando contributi da etica, filosofia, sociologia e scienze ambientali. Oltre agli approfondimenti teorici, la collana include casi studio e applicazioni dei principi e dei valori della geoetica in contesti reali.
L'INGV e la l'Infrastruttura Internazionale di Ricerca sulla Geoetica
L'INGV ha avuto un ruolo pionieristico nello sviluppo e nella diffusione della geoetica ed ospita l'International Geoethics Research Infrastructure (IGRI), che si propone di armonizzare iniziative e documenti, facilitando l’adozione di standard geoetici su scala internazionale e creando uno spazio di condivisione delle conoscenze attraverso piattaforme di dialogo e reti di ricerca interconnesse. Il cuore di IGRI è costituito dalla IAPG, dalla Commissione sulla Geoetica dell'IUGS e dalla Cattedra sulla Geoetica del CIPSH. 
Il ruolo dell'IGRI è rafforzato da iniziative educative e editoriali, come la Scuola di Geoetica, il JGSG e la collana SpringerBriefs in Geoethics, che contribuiscono alla diffusione della cultura geoetica e alla formazione di nuove generazioni di geoscienziati.

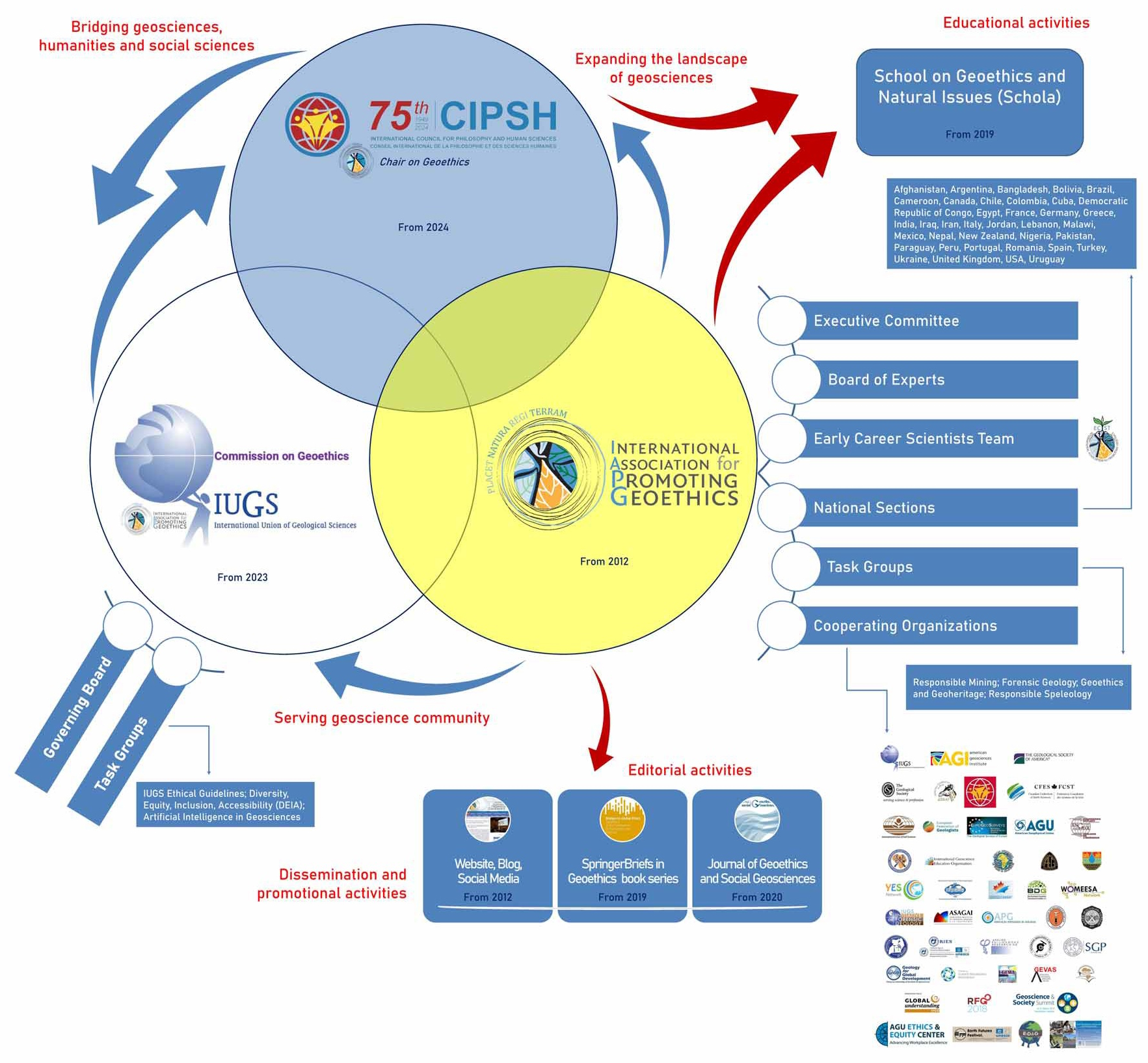
Fig. 1 - Struttura dell'IGRI

L'IGRI rappresenta uno spazio scientifico, culturale e sociale, per connettere le geoscienze con le scienze filosofiche, sociali, politiche ed economiche attraverso un’impresa scientifico-culturale partecipativa. Un altro aspetto centrale della sua missione è la formazione e la sensibilizzazione, che avviene tramite programmi educativi e campagne di informazione per promuovere comportamenti responsabili e una maggiore consapevolezza delle sfide etiche legate alla gestione del sistema Terra. La Fig. 1 mostra la struttura dell'IGRI.
Il progetto GOAL (Geoethics Outcome and Awareness Learning)
Il progetto, finanziato dal programma Erasmus+ della Commissione Europea, ha coinvolto diverse istituzioni accademiche europee con l'obiettivo di sviluppare risorse educative e materiali didattici per l'insegnamento della geoetica nell'istruzione superiore. Il volume Teaching Geoethics: Resources for Higher Education costituisce uno dei più importanti risultati del progetto.